# 스파이더 (의류 브랜드)
스파이더(Spyder)는 1978년 미국 콜로라도주 볼더에서 설립 된 스포츠 의류 브랜드이다.

## 역사
1970년 미국 대표 스키팀 코치 Bob Beattie가 설립한 스파이더는 70년대 스키 투어에 참가하는 많은 프로 스키어들로부터 사랑받는 스키 레이싱 브랜드로 유명했다. Jean-Claude Killy, Jimmy Heuga, Hank Kashiwa, Billy Kidd 와 같이 프로 투어에서 뛰어난 성과를 거두었던 선수들 사이에서 매우 인기가 많았다. 이러한 유명세는 스파이더의 테크닉에 대한 신뢰를 쌓는데 결정적인 역할을 하였다.
1977년 스파이더의 또 다른 창립자 David Jacobs은 스키 선수였던 아들에게 최고에 레이싱 스웨터를 착용하게 하였다. 이러한 실험적인 노력을 통해 David는 최고의 테크닉을 개발하였고, 비즈니스를 성공시킬 수 있다는 자신감을 얻었다. 또한 그는 스키 선수들을 위한 주문자 생산 방식의 하이테크닉 레이싱 수트를 제작하는 비즈니스를 시작하였다. ‘for racing, by racer’

1978년 David는 파란 바탕에 노란색 스트라이프 패드가 들어간 수트를 개발했다. 마치 이 모습이 거미의 발 형태와 유사하여 스키 선수들은 이를 ‘spider’ 수트라 부르기 시작했고, 마침내 David는 회사이름을 ‘Spyder’ 바꾸었다. 또한 자동차 광팬이었던 David는 Ferrari 자동차 ‘Spyder’의 ‘y’ 스펠링에서 아이디어를 얻어 브랜드 이름에 적용하였다. 이렇게 하여 오늘날의 'Spyder' 브랜드가 탄생 한 것이다.
1980년 1980년, 스파이더는 레이싱 테크닉의 파격을 선보였다. 최고의 기능을 지닌 World Cup Pant는 당시 모든 국가의 대표팀이 착용을 원하는 선망의 대상이었다. 스파이더 수트는 당시 전 세계 모든 대표팀이 경기력 향상을 위하여 반드시 입어야만 하는 레이싱 수트였다고 창립자인 David는 회고한다. 이 때 실제로 유고슬라비아, 호주, 노르웨이, 스웨덴, 캐나나, 미국 등의 국가 대표팀이 스파이더 수트를 착용하였다.
1985년 유명 잡지 ‘Sports Illustrated’는 월드컵 챔피언이었던 Steven Lee라는 스키 선수를 “Spider Man’이라고 표현하였다. 이에 Marvel 사는 자신들의 캐릭터를 도용하였다고 여겨 스파이더를 고소하기에 이르렀고, 스파이더 비즈니스는 큰 위기를 맞이하였다. 하지만 Marvel은 고소를 취하하였고, 이 사건은 스파이더를 더욱 유명하게 만들었다.
1984년 David의 아들 Jake는 솔리드 수트에 처음으로 거미줄 무늬를 그래픽 디자인으로 사용하기 시작했으며 이 디자인은 현재까지 사용되고 있다. 1988년에는 cross blocking gate가 적용됨에 따라서 선수들은 패딩이 들어간 회전용 의류들을 입지 않고, suit를 입기 시작하였다.
1989년 스파이더는 비로소 미국 스키 대표팀의 공식 스폰서가 되었고, 이는 현재까지 이어지고 있으며, 최고의 팀을 후원함으로서 자부심과 함께 최고의 테크닉을 추구하는 전문 브랜드로서의 이미지를 갖게 되었다.
1994년 David는 “SpeedWyre”라는 신 기술의 특허를 획득했다. 이 혁신적인 “trip wire” 기술은 공기 저항을 40%이상 줄이는 엄청난 효과를 발휘하였다. 이로 인해 SpeedWyre 수트를 입었던 미국 대표팀은 2년간 월드컵에서 금메달을 휩쓰는 성과를 얻었다. FIS(국제 스키 연맹)는 미국 대표팀에 불공정한 기술을 이용한다는 해석을 하였으며, 급기야 1997년 “SpeedWyre” 기술을 금지시키는 조치를 취하였다.
1998년 스파이더에게 스키의 진화는 무엇보다 중요한 일이다. 1998년 Kreitler라는 프로 스키어의 이름을 딴 Kreitler라인을 만들고 freeski를 새로운 장르로서 개척하고 시장에 소개하기 시작하였다. 이 때 Shane McConkey와 Kreitler는 프로 모굴팀에서 스파이더 프로 팀으로 스폰서를 옮겼다.
2002년 창립자 David는 어린 시절 캐나다 활강 챔피언이었고, FIS(국제 스키 연맹) 대회에서 최고의 성적을 내는 선수였다. 이러한 경험을 통해 David는 캐나다 국가 대표팀의 코치가 되었다. 또한 2002년 스파이더는 캐나다 스키 대표팀의 공식 후원사가 되었으며, 이는 David과 스파이더에 영광스러운 사건이었다.
2005년 스파이더는 1989년에 이어 또 한 번 미국 스키 대표팀(USSA: U.S. Ski Athletes)의 공식 스폰서가 된다. 이를 통해 스키웨어 분야 내 최고의 기술력을 인정받는 동시에 다시 한 번 글로벌 브랜드로 자리매김한다.
2011년 스파이더는 3M, 아우디, 미국과 캐나다 알파인 스키팀 등 세계 유수의 브랜드와의 협업을 앞장서서 진행한다. 프리미엄 브랜드들과 어깨를 나란히 한 결과 그들과 더불어 스파이더의 위상을 높여나가는 데 큰 기여를 한다.
2015년 스파이더 코리아를 론칭한다. ‘Limitless’라는 슬로건과 함께 스파이더의 아시아 최초 진출을 자축한다. 론칭 4년 차인 2019년 기준으로, (2017 기준) 연매출 880억을 초과 달성하며 명실공히 최고의 스포츠 브랜드로 거듭나는 중이다.